# وكالة خدمات حماية الطفل
وكالة خدمات حماية الطفل CPS هو اسم يطلق على وكالة حكومية في العديد من الولايات في الولايات المتحدة مسؤولة عن تقديم الحماية للطفل، وتشمل هذه الحماية الاستجابة لتقارير عن الإساءة إلى الطفل أو الإهمال؛ وتستخدم بعض الولايات أسماء أخرى لتعكس ممارسات تتمركز على العائلة بشكل أكبر (في مقابل التمركز على الطفل)، مثل «إدارة خدمات الطفل والعائلة» DCFS وتعرف أيضا باسم «إدارة الخدمات الاجتماعية» DDS أو باختصار «الخدمات الاجتماعية».

## قائمة بالأسماء الأخرى واختصاراتها
- إدارة الطفل والعائلات DCF
- إدارة خدمات الطفل والعائلة DCFS
- إدارة الخدمات الاجتماعية DSS
- إدارة الخدمات الإنسانية DHS
- إدارة أمن الطفل DCS
- إدارة خدمات الطفل DCS

ودائرة حماية الطفل عبارة عن إدارة تابعة لمؤسسة الخدمات الصحية والإنسانية التابعة للولاية.

## القوانين والمعايير

### الفدرالية
تشمل القوانين الأمريكية الفدرالية التي تحكم وكالات خدمات حماية الطفل:
- قانون منع الإساءة للطفل والمعالجة CAPTA
- القانون الهندي لرعاية الطفولة ICWA
- قانون إيداع الطفل في مؤسسات الرعاية لكل الإثنيات MEPA
- قانون التبني والعائلات الآمنة ASFA
- الفقرة 504 من قانون إعادة التأهيل لعام 1973 (الفقرة 504)
- العنوان 2 من قانون الأمريكيين ذوي الإعاقة لعام 1990 ADA
- الفقرة 42 من القانون الأمريكي 1983، استنادا إلى الظروف 1985.

## التاريخ
كان لقضايا إساءة للطفل وجود في المحاكم الجنائية في عام 1690 فيما يسمى اليوم الأمريكيتين، وفي عام 1692 حددت الولايات والبلديات أن مسؤولية رعاية الأطفال المتعرضين للإساءة والإهمال تقع على عاتق الحكومة المحلية والمؤسسات الخاصة. وفي عام 1696 كانت مملكة إنجلترا أول من استخدم المبدأ القانوني «سلطة حماية ورعاية الأشخاص» الذي أدى إلى تقديم رعاية التاج الملكي «للجمعيات الخيرية والرضع والمعاتيه والمجانين الملتجئين إلى المحكمة العليا»، واعتبر مبدأ سلطة حماية ورعاية الأشخاص أساسا قانونيا للتدخل الحكومي الأمريكي في ممارسات تربية الأطفال في العائلات.
شرعت الولايات في عام 1825 قوانين تعطي وكالات الرعاية الاجتماعية الحق بأخذ الأطفال المهملين من آبائهم ومن الشوارع، ووضعهم في مآوي للفقراء ودور الأيتام أو مع عائلات أخرى. وفي عام 1835 أنشأت مؤسسة المجتمع الإنساني وكالات الاتحاد الوطني لإنقاذ الطفل للتحقيق في إساءة معاملة الأطفال. وفي أواخر القرن 19 تطورت مؤسسات خاصة لحماية الطفل -على شاكلة مؤسساة حماية الحيوان الموجودة- للتحقيق في تقارير عن إساءة معاملة الأطفال، وعرض الحالات في المحكمة والنضال من أجل تشريعات رعاية الطفولة.
وفي عام 1853 أسست جمعية مساعدة الأطفال كاستجابة لمشكلة الأطفال الأيتام والمتروكين الذين يعيشون في نيويورك؛ وبدلا من السماح بوضع هؤلاء الأطفال في مؤسسات أو أن يستمروا في العيش في الشوارع، وضعوا في دور «الرعاية» الأولى، وعادة كان الأمر بقصد مساعدة هذه العائلات في تشغيل مزارعها وكأنهم عمال عبيد.
وفي عام 1874 تمت المحاكمة الجنائية لأول حالة إساءة للطفل وعرفت باسم «قضية ماري إيلين»، وقد دفع الهياج حول هذه القضية إلى مساعي منظمة مناهضة لإساءة معاملة الطفل. وفي عام 1909 عقد الرئيس ثيودور روزفلت مؤتمر البيت الأبيض لتبعية الطفل، الذي أنشأ مؤسسة تطوعية يمولها العامة «لتأسيس وتعميم معايير لحماية الطفل»؛ وبحلول عام 1926 كان لدى 18 ولاية نسخة ما من هيئات رعاية الطفولة في المقاطعة والتي كانت غايتها التنسيق بين العمل الخاص والعام المتعلقين بالطفل، كما تم تناول إساءة المعاملة والإهمال في قانون الأمن الاجتماعي لعام 1930، الذي قدم تمويلا للتدخل من أجل «الأطفال المهملين والعالة المهددين بخطر التحول إلى جانحين».
وفي عام 1912 أسس مكتب الأطفال الاتحادي مع تفويض شمل خدمات مرتبطة بمعالجة الأطفال. وفي عام 1958، أدت تعديلات على قانون الأمن الاجتماعي إلى تفويض الولايات بتمويل مساعي حماية الأطفال. وفي عام 1962 أثار نشر كتاب سي. هنري كيمب الاهتمام الرسمي والمهني بسوء معاملة الأطفال ورافقه مقال«متلازمة الطفل المضروب» في مجلة الرابطة الطبية الأمريكية. وبحلول أواسط الستينيات وكاستجابة للاهتمام العام الناتج عن هذه المقالة، أقرت 49 ولاية أمريكية قوانين الإخبار عن حالات الإساءة للأطفال؛ وفي عام 1974 تتوجت مساعي هذه الولايات بإقرار قانون منع الإساءة للطفل والمعالجة الاتحادي (القانون العام 93-247) وقدمت تمويلا اتحاديا للبحوث والخدمات واسعة النطاق، الاتحادية والتابعة للولاية، بخصوص إساءة معاملة الأطفال. وفي عام 1980 أقر الكونغرس أول قانون اتحادي شامل للخدمات الحمائية للطفل، وهو قانون مساعدة التبني ورعاية الطفولة لعام 1980 (القانون العام 96-272) الذي ركز فقط على مساعي حفظ العائلة، للمساعدة في إبقاء العائلات معا، وإبقاء الأطفال خارج خدمات التبني أو خارج خيارات الإيداع خارج المنزل. ويذكر أن وكالات خدمات حماية الطفل أسست في البداية بتمويل جزئي من الحكومة الاتحادية استجابة لقانون منع الإساءة للطفل والمعالجة لعام 1974 الذي فوض كل الولايات بتأسيس إجراءات للتحقيق في الحوادث التي يشتبه فيها حدوث الإساءة للأطفال.
كما بدأت المهن الطبية في الأربعينيات والخمسينيات، نظرا للتطور التكنلوجي في مجال التشخيص الشعاعي، بالانتباه إلى الأذيات التي يعتقد أنها مقصودة، ما يسمى «متلازمة الطفل المهزوز». وفي عام 1961 بدأ سي. هنري كيمبر بتوسيع البحث بهذه المسألة ليصل في النهاية إلى تحديد وطرح هذا المصطلح «متلازمة الطفل المضروب»، وفي نفس الفترة كانت تتغير النظرة بخصوص دور الطفل في المجتمع مدفوعة في جزء منها بحركة الحقوق المدنية.
وفي عام 1973 أخذ الكونغرس الخطوات الأولى نحو سن قوانين تشريعية اتحادية لتناول مسألة الفقر والأقليات. وأقر قانون منع الإساءة للطفل والمعالجة في عام 1974 الذي طلب من الولايات «منع وتحديد وعلاج حالات الإساءة للطفل وحالات الإهمال».
وبعد هذا بفترة قصيرة في عام 1978، أقر القانون الهندي لرعاية الطفولة كرد فعل على محاولات تدمير الأمريكيين الأصليين عن طريق أخذ أعداد كبيرة من الأطفال الأمريكيين الأصليين وتفريقهم عن قبائلهم ووضعهم في التبني أو إرسالهم إلى مدارس بعيدة، حيث تمت إساءة معاملتهم وفقدوا وأحيانا ماتوا. لم يفتح هذا التشريع الباب فقط على اعتبار المسائل الثقافية عند التأكيد على الفكرة القائلة بضرورة بقاء الأطفال مع عائلاتهم، بل قاد إلى بدايات برامج حماية الأسرة. وفي عام 1980 قدم قانون المساعدة بالتبني ورعاية الطفولة كطريقة للمساعدة في التعامل مع الأعداد الكبيرة من الأطفال في أماكن الإيداع والرعاية. ورغم أن التشريع تناول بعض الشكاوى على أجزاء سابقة منه حول تقويض طرق الآباء القانونية، فلم تصمم هذه التغييرات للتخفيف من الأعداد المرتفعة للأطفال في أماكن الإيداع أو استمرار التأخير في الحصول على الدائم منها، وأدى هذا إلى إدخال نماذج الزيارات المنزلية التي مولت الوكالات الخاصة لإجبار الوالدين على القيام بخدمات مكثفة في الحالات التي لا يكون فيها الأطفال مناسبين في سوق التبني.
تحول تركيز السياسة الاتحادية لرعاية الطفولة بالإضافة للخدمات العائلية إلى محاولة تناول موضوع استدامة الرعاية للأعداد الكبيرة لأطفال التبني، وحاولت عدة أجزاء من القانون الاتحادي تيسير عملية فرض التبني وإقصاء حقوق الأبوين، بما في ذلك حوافز التبني والإبعاد عبر قانون التبني، وقانون منع الإساءة للطفل والتبني وخدمة العائلة لعام 1988، وقانون الإساءة للطفل والعنف المنزلي والتبني والخدمات العائلية لعام 1992.
كما أن قانون الإيداع في مؤسسات الرعاية للإثنيات المتعددة لعام 1994 الذي تمت مراجعته عام 1996 لإضافة شروط إيداع بين إثنية في مؤسسات الرعاية، قد حاول أيضا تعزيز الاستدامة من خلال التبني وسن قوانين تمنع تأخير أو رفض التبني بسبب مسائل تتعلق بالطرق القانونية أوالإنصاف أوالتوافق مع الدستور أوالحقوق الوالدية أو حقوق الأطفال أوالتمييز أو العرق أو اللون أو الأصل الوطني للطفل أو للوالد المتبني.
أدت جميع هذه السياسات إلى قانون التبني والعائلات الآمنة لعام 1997 ASFA الذي يعتبر مرشدا في كثير منه للممارسات الحالية؛ وقد أظهرت تغييرات في هذا القانون اهتماما في تغير اتجاه التأكيد نحو الاهتمام بصحة الطفل وأمنه بمعزل عن سياسة لم شمل الأطفال مع أهلهم بالولادة دون اعتبار إلى إساءة المعاملة السابقة. ويطلب هذا القانون من المقاطعات تقديم «مساعٍ معقولة» لحفظ أو إعادة لم شمل العائلات، لكنه طلب أن تنتقل الولايات إلى إبطال الحقوق الأبوية للأطفال الذين قضوا في دور الرعاية 15 شهرا من أصل آخر 22 شهرا، مع العديد من الاستثناءات.

## مقارنة مع أنظمة مشابهة أخرى

### المملكة المتحدة
تملك المملكة المتحدة نظام خدمة اجتماعية شاملة للأطفال، يفرض واجبات ومسؤوليات على السلطات المحلية تجاه الأطفال المحتاجين في المنطقة، ويشمل هذا تقديم النصيحة والخدمات والإيواء والرعاية للأطفال فاقدي الرعاية، مع صلاحية البدء بإجراءات قانونية لإبعاد الأطفال من رعاية والديهم أو البدء بإجراءات الرعاية؛ ومعيار الأمر المذكور آخرا هو «الأذية» التي تشمل الإساءة الجسدية والجنسية والعاطفية والإهمال، وفي حالات مناسبة ستكون خطة الرعاية أمام المحكمة هي التبني.
كما تدير السلطات المحلية خدمات التبني لكل من الأطفال الذين يوضعون للتبني طوعيا وللأطفال الذين يصبحون متوفرين للتبني عن طريق إجراءات المحكمة. إن المبدأ القانوني الرئيسي في جميع الإجراءات القانونية العامة والخاصة المتعلقة بالطفل، وفق قانون الأطفال لعام 1989، هو أن الرعاية الاجتماعية للطفل شيء جوهري، واعترافا بذلك، تتطلب الممارسة الجيدة للعمل الاجتماعي الحد الأدنى من التحركات ويحترم قانون الأطفال 1989 المبدأ القائل بأن التأخير ضار بحالة الطفل الاجتماعية. كما أن لإجراءات الرعاية إطار زمني من 26 أسبوعا (يمكن تمديدها في ظروف خاصة) ويطلب التخطيط المتزامن معها. ومن المطلوب من خطة الرعاية النهائية التي تضعها السلطات المحلية أن تقدم خطة دائمة سواء مع الأبوين أو أفراد العائلة أو الوالدين بالحضانة أو التبني لمدة طويلة. وعادة ما تشارك المحكمة الأطفال كأطراف في إجراءات رعايتهم الخاصة، ويتم استطلاع وتقديم أفضل مصالحهم عن طريق أوصياء على الأطفال، وهم عاملون اجتماعيون مستقلون متخصصون في تمثيل الأطفال في المحاكمات. وهناك سمة لمحاكمات الرعاية وهي أن القضاة من جميع المستويات يتوقع منهم اتباع توصيات أوصياء الطفل إن لم يمنع ذلك سبب مقنع. مع ذلك، مازال يحدث «الانزياح» وتعدد أماكن الإيداع للرعاية مع وجود صعوبة في إيداع الأطفال الأكبر عمرا وإبقاؤهم في أماكن الرعاية. ويأتي دور الزائر المستقل، وهو منصب تطوعي أنشئ في المملكة المتحدة تبعا لقانون حماية الطفل 1989، أن يصادق ويساعد الأطفال والكبار الخاضعين للرعاية.
هذا ولم يكن موجودا في إنكلترا وويلز واسكوتلندا أي إلزام قانوني بإخبار الشرطة عن إساء محتملة للأطفال. ولكن يبين قانون حماية الأطفال لعام 1989 ولعام 2004 الإلزام القانوني على كل العاملين بالمهن بأن يخبروا عن أي اشتباه بالإساءة للطفل.